# مایکل وینکات
مایکل وینکات (به انگلیسی: Michael Wincott) (زاده ۲۱ ژانویه ۱۹۵۸) بازیگر کانادایی است. صدای عمیق و تند او،اغلب منجر به انتخاب او در نقش های شرور شده است.
از فیلم‌هایی که او در آن بازی کرده‌است، می‌توان به سه تفنگدار، کلاغ، کنت مونت کریستو، رابین هود، سرافیم فالز، وقتی که عنکبوت می‌آید، رادیو گفتگو، سیسیلی‌ها و روزهای عجیب و غریب اشاره کرد.